# 마이클 그로스
마이클 그로스(Michael Gross, 1947년 6월 21일 ~ )는 미국의 배우이다.

## 출연 작품
- 스키장 로맨스: 산장에 온 첫사랑 (2019)
- 노엘 (2019)
- 불가사리 6 (2018)
- 캠프 쿨 키즈 (2017)
- C 스트리트 (2016)
- 홀리데이즈 (2016)
- 불가사리 5 (2015)
- 슬레이브워 (2015)
- 멘트 투 비 (2012)
- 더 도그 후 세이브드 더 홀리데이즈 (2012)
- 블루-아이드 부쳐 (2012)
- 피자 맨 (2011)
- 스테이 쿨 (2009)
- 아메리칸 인 차이나 (2008)
- 쥬라기 타임트랙  (2008)
- 샤인 어 라이트 (2007)
- 해리스 부인 (2005)
- 불가사리 4 (2004)
- 불가사리 3 (2001)
- 배트맨 비욘드: 더 무비 (1999)
- 그라운드 콘트롤 (1998)
- 트루 하트 (1997)
- 고공납치 (1996)
- Ed McBain's 87th Precinct: Ice (1996)
- 카운터 피트 (1996)
- 썸타임 데이 컴 백 2 (1996)
- 어둠 속의 그림자 (1995)
- 불가사리 2 (1995)
- 스노우바운드 (1994)
- 베일 속의 음모 (1994)
- 도망자 (1994)
- FBI 기동 타격대 7 (1994)
- 가면 뒤의 미소 (1992)
- 알란과 나오미 (1992)
- FBI 기동 타격대 3 (1991)
- 사랑과 음악 (1991)
- 영예의 표적 (1990)
- 불가사리 (1990)
- FBI 기동 타격대 (1988)
- 인생의 반전 (1988)
- 여름 환상곡 (1984)
- 사랑의 가족 (1982)
- 자연 (1982)
- 드림 하우스 (1981)
- 당신이 원하는 것을 말해요 (1980)

### 텔레비전
- 제3의 눈 (1996)
- 앨리 맥빌 (1999)
- 로앤오더: 범죄 전담반 (2000)
- 이야기 도시 (2000)
- ER (2001-04)
- 로앤오더: 뉴욕 특수수사대 (2002)
- 로앤오더: 성범죄 전담반 (2002, 2016)
- The Drew Carey Show (2004)
- 내가 그녀를 만났을 때 (2006-11)
- 더 영 앤 더 레스트리스 (2008-09)